# Bishweshwar Prasad Koirala

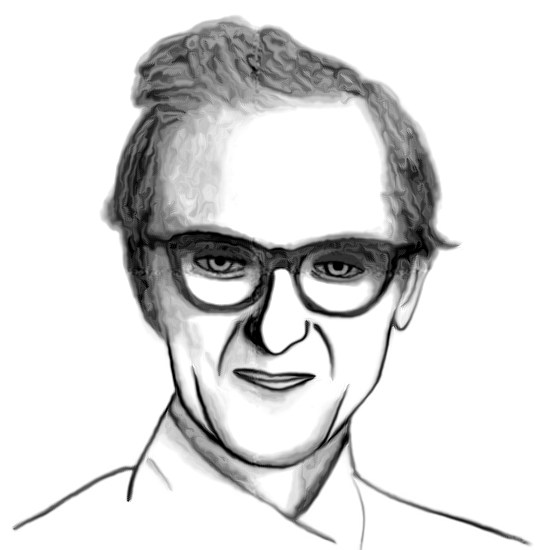
Bishweshwar Prasad Koirala

Bishweshwar Prasad Koirala, född 8 september 1914 i Varanasi, Indien, död 21 juli 1982 i Katmandu, Nepal, var en nepalesisk författare och politiker (kongresspartiet). Han grundade det socialdemokratiska kongresspartiet och var Nepals premiärminister 1959-1960. Två av hans bröder, Matrika Prasad Koirala och Girija Prasad Koirala, har också varit Nepals premiärministrar.
Den postumt utgivna självbiografin Atmabrittanta är en av hans mest kända böcker. Den engelska översättningen av boken utkom 2001. Koirala debuterade i sin ungdom som författare i Munshi Premchands tidskrift Hans. B.P. Koirala var Bollywoodstjärnan Manisha Koiralas farfar.